# فيناليسيما 2022
فيناليسيما 2022 (بالإيطالية: Finalissima)، ترجمة حرفية 'النهائي الكبير'‏) هي النسخة الثالثة من كأس الأبطال كونميبول–يويفا، وهي مباراة كرة قدم بين بطل أوروبا وبطل أمريكا الجنوبية. أقيمت المباراة بين إيطاليا بطلة يورو 2020 (الذي أقيم في 2021) و‌الأرجنتين بطلة كوبا أمريكا 2021 على ملعب ويمبلي في لندن في إنجلترا في 1 يونيو 2022. تعتبر المباراة إحياءً لبطولة كأس أرتيمو فرانكي التي أقيمت أخر نسخة منها قبل 29 سنة. وهي من تنظيم اليويفا و‌كونميبول ضمن تجديد للشراكة بين الاتحادين.
فاز المنتخب الأرجنتيني بالمباراة بنتيجة 3–0 ليحققوا لقبهم الثاني في المسابقة.

## تاريخ البطولة
في 1985 و1993، تواجه بطلا آخر نسختين من بطولة أمم أوروبا و‌كوبا أمريكا في بطولة كأس أرتيمو فرانكي والتي عُرفت أيضًا باسم كأس الأمم الأوروبية/الأمريكية الجنوبية (بالإنجليزية: European/South American Nations Cup)‏. وكانت البطولة من مباراة واحدة ينظمها الاتحادان الأوروبي و‌الأمريكي الجنوبي. كانت البطولة بمثابة نسخة المنتخبات من بطولة كأس الإنتركونتيننتال للنوادي والتي كانت تقام بين بطل كأس أوروبا/دوري أبطال أوروبا وبطل كوبا ليبرتادوريس. فازت فرنسا بنسخة 1985 التي أقيمت في باريس و‌الأرجنتين بنسخة 1993 التي أقيمت في مار دل بلاتا. إلا أن البطولة أُوقفت بعد ذلك.
ومن كأس أرتيمو فرانكي، تم استيحاء ثم اقامة بطولة كأس الملك فهد/كأس القارات التي أقيمت للمرة الأولى في 1992 والتي تولى تنظيمها الاتحاد الدولي لكرة القدم (فيفا) ابتداءً من نسختها الثالثة في 1997. وشارك في البطولة أبطال البطولات القارية الست وبطل كأس العالم. وبعد نسخة 2017، أعلن الفيفا في 15 مارس 2019 إلغاء البطولة.
في 12 فبراير 2020، وقعت يويفا وكونميبول على مذكرة تفاهم مجددة تهدف إلى تعزيز التعاول بين الاتحادين. وبصفته جزءًا من الاتفاق، ناقشت لجنة يويفا–كونميبول مشتركة إمكانية إقامة مباريات قارية أوروبية–أمريكية جنوبية في كلٍّ من كرة القدم الرجالية والنسائية وفي جميع الفئات العمرية. في 28 سبتمبر 2021، أكدت يويفا وكونميبول أن بطلي بطولة أمم أوروبا و‌كوبا أمريكا سيتواجهان في مباراة قارية، وأن الاتفاق بين الاتحادين يشمل ثلاث نسخ ستقام أولاها في 2022. أُعلن أن النسخة الأولى ستقام خلال التوقف الدولي في يونيو 2022 مع إعلان الملعب المستضيف في وقت لاحق. في 15 ديسمبر 2021، وقَّع الويفا وكونميبول مرة أخرى على مذكرة تفاهم مجددة تمتد حتى 2028 شملت افتتاح مكتب مشترك في العاصمة البريطانية لندن وإمكانية تنظيم أحداث كروية مختلفة. كما تم التأكيد على إقامة المباراة في 1 يونيو. في 22 مارس 2022، أعلن يويفا أن المباراة ستقام في ملعب ويمبلي. كما أُسدل الستار عن شعار البطولة وأعلنت ويفا أن «كأس الأبطال كونميبول–يويفا» سيكون الاسم الجديد للبطولة.

## الفريقان
| الفريق    | الاتحاد القاري | التأهل               | المشاركات السابقة في النهائي (يدل الخط الغليط على التتويج) | تصنيف الفيفا مارس 2022 |
| --------- | -------------- | -------------------- | ---------------------------------------------------------- | ---------------------- |
| إيطاليا   | يويفا          | بطل يورو 2020        | 0                                                          | 6                      |
| الأرجنتين | كونميبول       | بطل كوبا أمريكا 2021 | 1 (1993)                                                   | 4                      |

تأهل منتخب إيطاليا للمباراة بفوزه ببطولة أمم أوروبا 2020 (التي أقيمت في 2021) بعد تغلبه على منتخب إنجلترا في النهائي الذي أقيم في ملعب ويمبلي، ليتوج بلقبه الثاني في تاريخ البطولة. وتأهل منتخب الأرجنتين بفوزه بكوبا أمريكا 2021 بعد فوزه على منتخب البرازيل بهدف نظيف في نهائي البطولة ليتوج بلقبه الخامس عشر في تاريخ البطولة والأول منذ 28 عامًا.

## الطريق للمباراة

### إيطاليا
فازت إيطاليا ببطولة يورو 2020 عبر لعب 7 مباريات، منها 3 مباريات في المجموعة أ ثم مباريات في الأدوار الإقصائية.
مرحلة المجموعات
| تركيا | 0–3   | إيطاليا                                          |
| ----- | ----- | ------------------------------------------------ |
|       | تقرير | - دميرال 53' (ه.ذ.) - إيموبيلي 66' - إينسيني 79' |

| إيطاليا                            | 3–0   | سويسرا |
| ---------------------------------- | ----- | ------ |
| - لوكاتيلي 26'، 52' - إيموبيلي 89' | تقرير |        |

| إيطاليا      | 1–0   | ويلز |
| ------------ | ----- | ---- |
| - بيسينا 39' | تقرير |      |

دور الـ16
| إيطاليا                   | 2–1   | النمسا           |
| ------------------------- | ----- | ---------------- |
| - كييزا 95' - بيسينا 105' | تقرير | - كالادزيتش 114' |

ربع النهائي
| بلجيكا                 | 1–2   | إيطاليا                    |
| ---------------------- | ----- | -------------------------- |
| - لوكاكو 45+2' (ركلة.) | تقرير | - باريلا 31' - إينسيني 44' |

نصف النهائي
| إيطاليا                                                | 1–1 (ب.و.إ.) | إسبانيا                                       |
| ------------------------------------------------------ | ------------ | --------------------------------------------- |
| - كييزا 60'                                            | تقرير        | - موراتا 80'                                  |
| ركلات الترجيح                                          |              |                                               |
| - لوكاتيلي - بيلوتي - بونوتشي - بيرنارديسكي - جورجينيو | 4–2          | - د.أولمو - ج. مورينو - ت. ألكانتارا - موراتا |

النهائي
| إيطاليا                                               | 1–1 (ب.و.إ.) | إنجلترا                                  |
| ----------------------------------------------------- | ------------ | ---------------------------------------- |
| - بونوتشي 67'                                         | تقرير        | - شو 2'                                  |
| ركلات الترجيح                                         |              |                                          |
| - بيراردي - بيلوتي - بونوتشي - بيرنارديسكي - جورجينيو | 3–2          | - كين - ماغواير - راشفورد - سانشو - ساكا |

### الأرجنتين
لعبت الارجنتين في بطولة كوبا أمريكا 2021 7 مباريات، منها 4 مباريات في المجموعة أ التي ضمت 5 منتخبات، و3 مباريات في الأدوار الاقصائيةː
مرحلة المجموعات
| الأرجنتين  | 1–1   | تشيلي      |
| ---------- | ----- | ---------- |
| - ميسي 33' | تقرير | فارغاس 57' |

| الأرجنتين      | 1–0   | الأوروغواي |
| -------------- | ----- | ---------- |
| - رودريغيز 13' | تقرير |            |

| الأرجنتين   | 1–0   | باراغواي |
| ----------- | ----- | -------- |
| - غوميز 10' | تقرير |          |

| بوليفيا       | 1–4   | الأرجنتين                                      |
| ------------- | ----- | ---------------------------------------------- |
| - سافيدرا 60' | تقرير | - غوميز 6' - ميسي 33' (ج.)، 42' - مارتينيز 65' |

ربع النهائي
| الأرجنتين                                    | 3–0   | الإكوادور |
| -------------------------------------------- | ----- | --------- |
| - دي باول 40' - ل. مارتينيز 84' - ميسي 3+90' | تقرير |           |

نصف النهائي
| الأرجنتين                                | 1–1   | كولومبيا                                     |
| ---------------------------------------- | ----- | -------------------------------------------- |
| - ل. مارتينيز 7'                         | تقرير | - دياز 61'                                   |
| ركلات الترجيح                            |       |                                              |
| - ميسي - دي باول - باريديس - ل. مارتينيز | 3–2   | - كوادرادو - سانشيز - مينا - بورخا - كاردونا |

النهائي
| الأرجنتين      | 1–0   | البرازيل |
| -------------- | ----- | -------- |
| - دي ماريا 22' | تقرير |          |

## الملعب

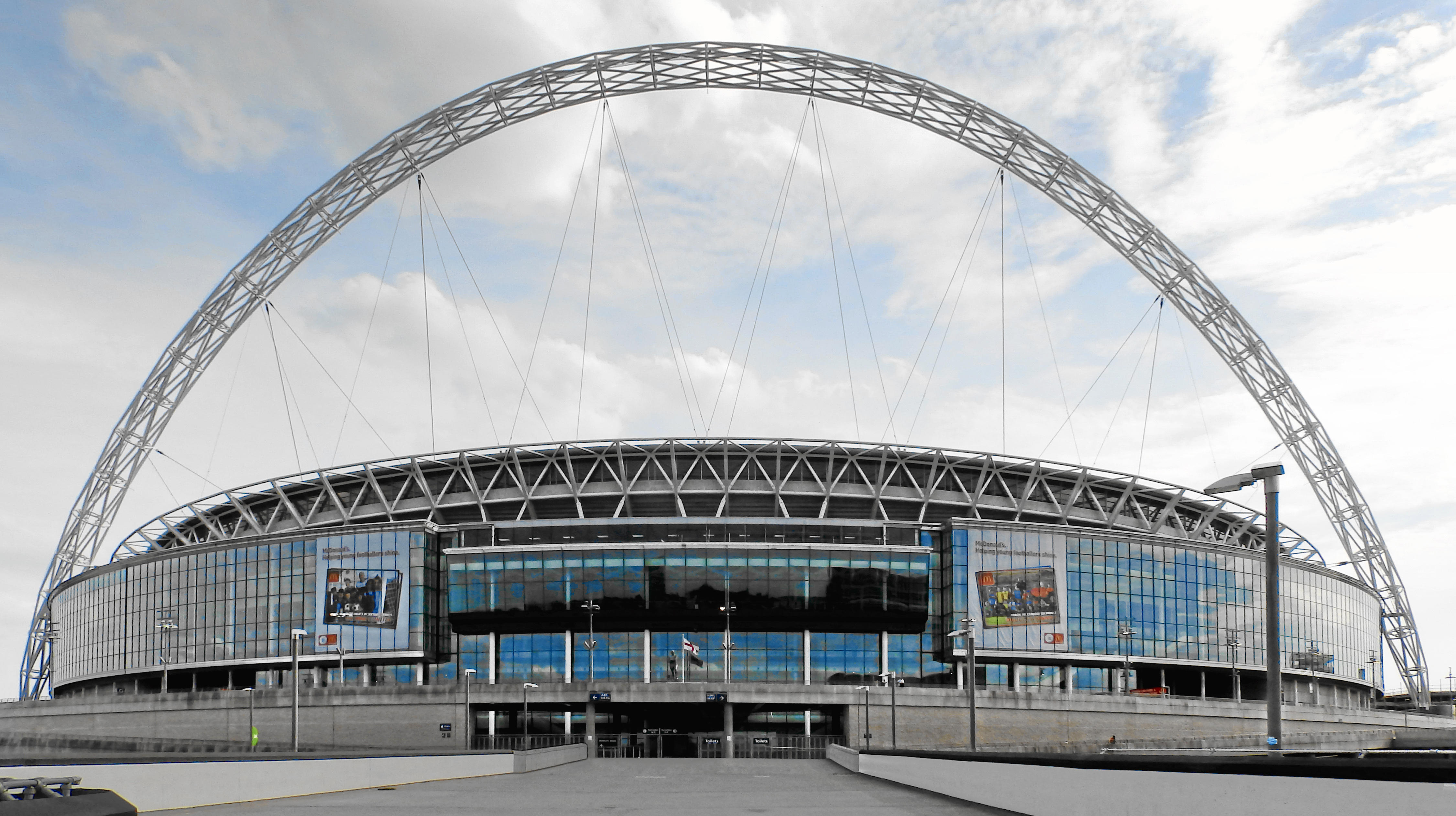
ملعب ويمبلي في لندن حيث لُعبت المباراة.

أقيمت المباراة في ملعب ويمبلي الواقع في منطقة ويمبلي في لندن في إنجلترا. دُشِّن الملعب عام 2007 بنفس موقع الملعب الأصلي الذي هُدم ما بين 2002 و2003. الملعب مملوك من طرف الاتحاد الإنجليزي لكرة القدم ويقيم عليه المنتخب الإنجليزي مبارياته. استضاف الملعب عدة مباريات من يورو 2020 أبرزها النهائي الذي فاز فيه المنتخب الإيطالي على نظيره الإنجليزي بركلات الترجيح. اُفتتح الملعب الأصلي، الذي كان يُعرف سابقًا باسم ملعب الإمبراطورية (بالإنجليزية: Empire Stadium)‏، في عام 1923. واستضاف الملعب عدة مباريات من كأس العالم 1966 بما فيها النهائي الذي فاز فيه المنتخب الإنجليزي على نظيره الألماني الغربي بنتيجة 4–2 بعد الوقت الإضافي. كما استضاف عدة مباريات من يورو 1996 بما فيها النهائي الذي تفوقت فيه ألمانيا على جمهورية التشيك. هذا ويستضيف الملعب الجديد نهائي كأس الاتحاد الإنجليزي كل عام منذ نهائي 1923 (باستثناء نهائيي 2001 و2006).

## ما قبل المباراة

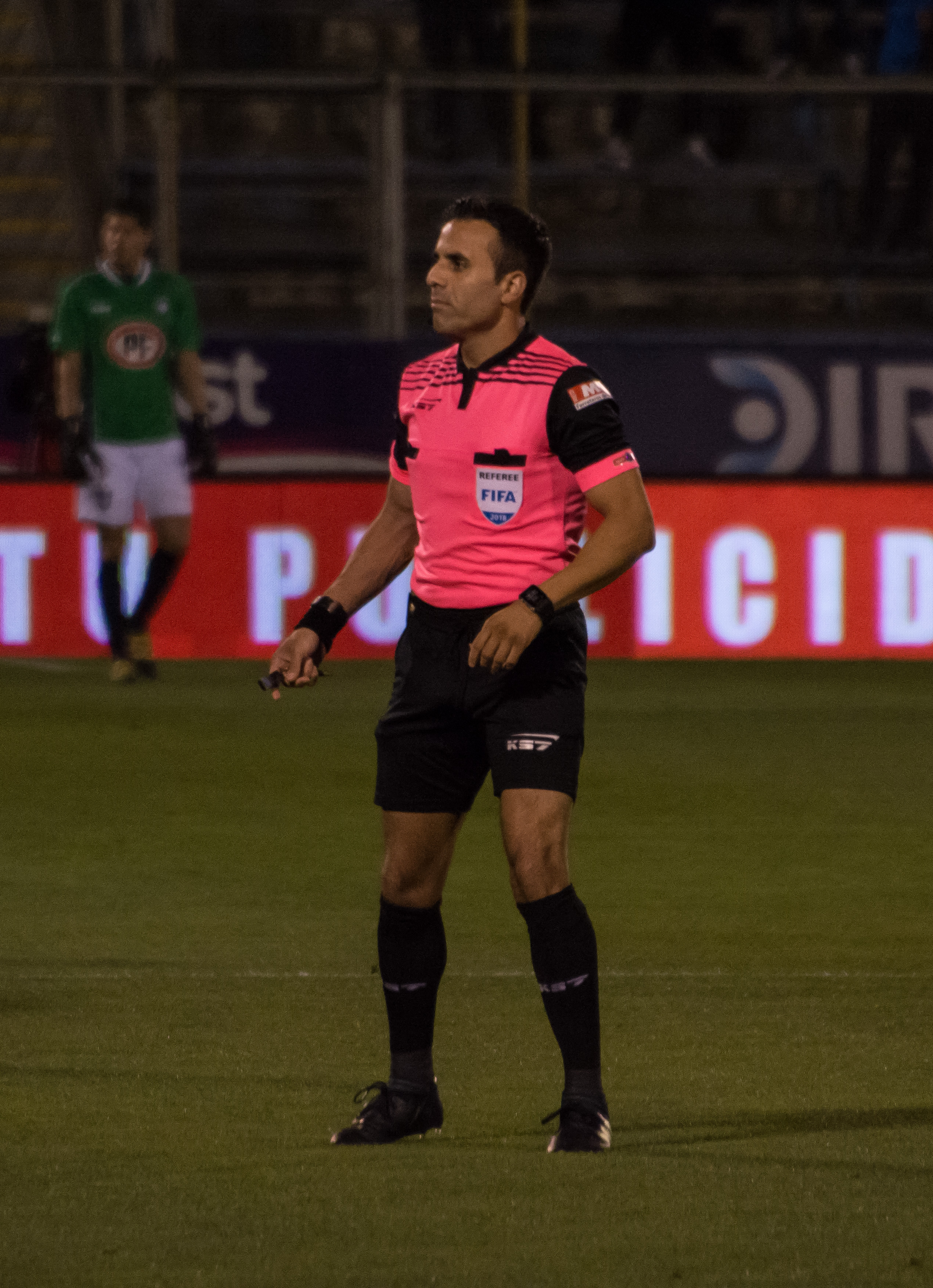
حكم المباراة التشيلي بييرو مازا.

### الاسم والشعار
أسدلت يويفا الستار عن شعار البطولة واسمها في 22 مارس 2022. اسم المباراة هو فينالسيما، ويعني «النهائي الكبير» في الإيطالية. تصميم الشعار مستوحى من إكليل الغار الذي يرمز للامتياز والنصر. وتتخلله شرائط تلتف حول كأس البطولة بألوان الدولتين المتنافستين: التريكولور الإيطالي على اليسار و‌الألبيسيليستي الأرجنتيني على اليمين. بالإضافة إلى عدة شرائط من البلاتين و‌الذهب، أثمن معدنين في العالم، غرضها إبراز دلالة المباراة. وبحسب يويفا فإن الشرائط «ترمز إلى الروابط القوية التي تجمع بين كونميبول ويويفا وإلى التزامهما بتطوير كرة القدم خارج مناطقهما الجغرافية».

### التذاكر
سعة الملعب للمباراة ستكون 86,000 مقعدًا. وقد تم بيع التذاكر للمشجعين والعامة من خلال موقع يويفا الرسمي على أساس الأولوية للأسبق. التذاكر أتيحت منذ 24 مارس 2022 وانقسمت أسعارها إلى أربع فئات: 25 و40 و55 و99 جنيه إسترليني.

### الحكام
عيَّن الاتحادان القاريان الحكّام بشكل مشترك. في 30 مايو 2022، أُعلن عن اختيار الحكم التشيلي ذي الـ37 عامًا بييرو مازا حكمًا للمباراة. مازا حكم دولي للفيفا منذ 2018. وسبق له وأن كان حكمًا رابعًا ومساعد حكم فيديو في بطولة كوبا أمريكا 2019 كما كان حكم فيديو مساعدًا في كأس العالم تحت 17 سنة 2019. إلا أن المباراة ستكون أول مباراة دولية للمنتخبات الأولى يكون حكمها الرئيسي. ينضم إليه في طاقم التحكيم مواطناه الحكمان المساعدان كريستيان شيمان وكلاديو ريوس. وسيكون الحكم الإسباني خيسوس خيل مانزانو الحكم الرابع بينما سيشغل مواطناه أليخاندرو هرنانديز هرنانديز و‌خوان مارتينيز مونويرا دور حكم الفيديو وأحد مساعديه تباعًا. أما مساعده الثاني فسيكون الحكم البرتغالي تياغو مارتينز.

## التشكيلة
كان على كلا الفريقين تقديم فريق من 23 لاعباً - من بينهم ثلاثة يجب أن يكونوا حراس مرمى - بحلول 29 مايو 2022، قبل ثلاثة أيام من المباراة.

### إيطاليا
أعلنت إيطاليا عن تشكيلة أولية من 39 لاعباً في 23 مايو 2022. زيدت التشكيلة إلى 45 لاعباً في 27 مايو، مع إضافة ثمانية لاعبين بينما انسحب دومينيكو بيراردي وأندريا بينامونتي بسبب الإصابة. أُعلن عن التشكيلة النهائية في 30 مايو.
المدرب: روبرتو مانشيني
| الرقم | المركز | اللاعب               | تاريخ الميلاد (العمر)     | لعب | سجل | النادي           |
| ----- | ------ | -------------------- | ------------------------- | --- | --- | ---------------- |
| 1     | حارس   | أليسيو كرانيو        | 28 يونيو 1994 (العمر 27)  | 2   | 0   | كالياري          |
| 2     | دفاع   | جيوفاني دي لورينزو   | 4 أغسطس 1993 (العمر 28)   | 19  | 2   | نابولي           |
| 3     | دفاع   | جورجيو كيلليني       | 14 أغسطس 1984 (العمر 37)  | 116 | 8   | يوفنتوس          |
| 4     | دفاع   | ليوناردو سبيناتسولا  | 25 مارس 1993 (العمر 29)   | 18  | 0   | روما             |
| 5     | وسط    | مانويل لوكاتيلي      | 8 يناير 1998 (العمر 24)   | 21  | 3   | يوفنتوس          |
| 6     | دفاع   | مانويل لاتزاري       | 29 نوفمبر 1993 (العمر 28) | 2   | 0   | لاتسيو           |
| 7     | دفاع   | أليساندرو فلورينزي   | 11 مارس 1991 (العمر 31)   | 47  | 2   | ميلان            |
| 8     | وسط    | جورجينيو             | 20 ديسمبر 1991 (العمر 30) | 43  | 5   | تشيلسي           |
| 9     | هجوم   | أندريا بيلوتي        | 20 ديسمبر 1993 (العمر 28) | 42  | 12  | تورينو           |
| 10    | وسط    | فيديريكو بيرنارديسكي | 16 فبراير 1994 (العمر 28) | 38  | 6   | يوفنتوس          |
| 11    | هجوم   | ماتيو بوليتانو       | 3 أغسطس 1993 (العمر 28)   | 4   | 3   | نابولي           |
| 12    | وسط    | ماتيو بيسينا         | 21 أبريل 1997 (العمر 25)  | 12  | 4   | أتالانتا         |
| 13    | دفاع   | إيمرسون بالميري      | 3 أغسطس 1994 (العمر 27)   | 26  | 0   | ليون             |
| 14    | حارس   | أليكس ميريت          | 22 مارس 1997 (العمر 25)   | 2   | 0   | نابولي           |
| 15    | دفاع   | فرانسيسكو أتشيربي    | 10 فبراير 1988 (العمر 34) | 23  | 1   | لاتسيو           |
| 16    | وسط    | برايان كريستانتي     | 3 مارس 1995 (العمر 27)    | 23  | 2   | روما             |
| 17    | هجوم   | جيانلوكا سكاماكا     | 1 يناير 1999 (العمر 23)   | 3   | 0   | ساسولو           |
| 18    | وسط    | نيكولو باريلا        | 7 فبراير 1997 (العمر 25)  | 36  | 7   | إنتر ميلان       |
| 19    | دفاع   | ليوناردو بونوتشي     | 1 مايو 1987 (العمر 35)    | 115 | 8   | يوفنتوس          |
| 20    | وسط    | لورينزو بيليغريني    | 19 يونيو 1996 (العمر 25)  | 21  | 3   | روما             |
| 21    | حارس   | جانلويجي دوناروما    | 25 فبراير 1999 (العمر 23) | 42  | 0   | باريس سان جيرمان |
| 22    | هجوم   | جياكومو راسبادوري    | 18 فبراير 2000 (العمر 22) | 9   | 3   | ساسولو           |
| 23    | دفاع   | أليساندرو باستوني    | 13 أبريل 1999 (العمر 23)  | 11  | 0   | إنتر ميلان       |

### الأرجنتين
أعلنت الأرجنتين عن تشكيلة أولية من 35 لاعباً في 13 مايو 2022.  تم تقليص الفريق إلى 29 لاعباً في 20 مايو. أُعلن عن التشكيلة النهائية في 1 يونيو.
المدرب: ليونيل سكالوني
| الرقم | المركز | اللاعب              | تاريخ الميلاد (العمر)     | لعب | سجل | النادي           |
| ----- | ------ | ------------------- | ------------------------- | --- | --- | ---------------- |
| 1     | حارس   | فرانكو أرماني       | 16 أكتوبر 1986 (العمر 35) | 17  | 0   | ريفر بليت        |
| 2     | دفاع   | خوان فويث           | 12 يناير 1998 (العمر 24)  | 14  | 0   | فياريال          |
| 3     | دفاع   | نيكولاس تاغليافيكو  | 31 أغسطس 1992 (العمر 29)  | 39  | 0   | أياكس            |
| 4     | دفاع   | ناهويل مولينا       | 6 أبريل 1998 (العمر 24)   | 15  | 0   | أودينيزي         |
| 5     | وسط    | أليكسيس ماك أليستير | 24 ديسمبر 1998 (العمر 23) | 4   | 0   | برايتون          |
| 6     | دفاع   | جيرمان بيزيلا       | 27 يونيو 1991 (العمر 30)  | 28  | 2   | ريال بيتيس       |
| 7     | وسط    | رودريغو دي بول      | 24 مايو 1994 (العمر 28)   | 39  | 2   | أتلتيكو مدريد    |
| 8     | دفاع   | ماركوس أكونيا       | 28 أكتوبر 1991 (العمر 30) | 41  | 0   | إشبيلية          |
| 9     | هجوم   | جوليان              | 31 يناير 2000 (العمر 22)  | 7   | 1   | ريفر بليت        |
| 10    | هجوم   | ليونيل ميسي         | 24 يونيو 1987 (العمر 34)  | 160 | 81  | باريس سان جيرمان |
| 11    | هجوم   | أنخيل دي ماريا      | 14 فبراير 1988 (العمر 34) | 121 | 24  | باريس سان جيرمان |
| 12    | حارس   | جيرونيمو رولي       | 20 مايو 1992 (العمر 30)   | 3   | 0   | فياريال          |
| 13    | دفاع   | كريستيان روميرو     | 27 أبريل 1998 (العمر 24)  | 10  | 1   | توتنهام هوتسبير  |
| 14    | وسط    | إسيكييل بالاسيوس    | 5 أكتوبر 1998 (العمر 23)  | 18  | 0   | باير ليفركوزن    |
| 15    | وسط    | نيكولاس غونزاليس    | 6 أبريل 1998 (العمر 24)   | 19  | 3   | فيورنتينا        |
| 16    | دفاع   | ليساندرو مارتينيز   | 18 يناير 1998 (العمر 24)  | 6   | 0   | أياكس            |
| 17    | هجوم   | بابو غوميز          | 15 فبراير 1988 (العمر 34) | 13  | 3   | إشبيلية          |
| 18    | وسط    | قايدو رودريغيز      | 12 أبريل 1994 (العمر 28)  | 23  | 1   | ريال بيتيس       |
| 19    | دفاع   | نيكولاس أوتامندي    | 12 فبراير 1988 (العمر 34) | 90  | 4   | بنفيكا           |
| 20    | وسط    | جيوفاني لو سيلسو    | 9 أبريل 1996 (العمر 26)   | 38  | 2   | فياريال          |
| 21    | هجوم   | باولو ديبالا        | 15 نوفمبر 1993 (العمر 28) | 32  | 2   | يوفنتوس          |
| 22    | هجوم   | لاوتارو مارتينيز    | 22 أغسطس 1997 (العمر 24)  | 37  | 19  | إنتر ميلان       |
| 23    | حارس   | إيميليانو مارتينيز  | 2 سبتمبر 1992 (العمر 29)  | 16  | 0   | أستون فيلا       |

## المباراة

### التفاصيل
| إيطاليا | 0–3   | الأرجنتين                                          |
| ------- | ----- | -------------------------------------------------- |
|         | تقرير | - لا. مارتينيز 28' - دي ماريا 1+45' - ديبالا 4+90' |

| إيطاليا | الأرجنتين |

| GK             | 21 | جانلويجي دوناروما    |     |     |
| RB             | 2  | جيوفاني دي لورينزو   | 72' |     |
| CB             | 19 | ليوناردو بونوتشي     | 39' |     |
| CB             | 3  | جورجيو كيلليني       |     | 46' |
| LB             | 13 | إيمرسون بالميري      |     | 77' |
| DM             | 8  | جورجينيو             |     |     |
| CM             | 12 | ماتيو بيسينا         |     | 62' |
| CM             | 18 | نيكولو باريلا        | 77' |     |
| RF             | 10 | فيديريكو بيرنارديسكي |     | 46' |
| CF             | 9  | أندريا بيلوتي        |     | 46' |
| LF             | 22 | جياكومو راسبادوري    |     |     |
| البدلاء        |    |                      |     |     |
| DF             | 6  | مانويل لاتزاري       |     | 46' |
| FW             | 17 | جيانلوكا سكاماكا     |     | 46' |
| MF             | 5  | مانويل لوكاتيلي      |     | 46' |
| DF             | 4  | ليوناردو سبيناتسولا  |     | 62' |
| DF             | 23 | أليساندرو باستوني    |     | 77' |
| المدرب:        |    |                      |     |     |
| روبرتو مانشيني |    |                      |     |     |

| GK             | 21 | جانلويجي دوناروما    |     |     |
| RB             | 2  | جيوفاني دي لورينزو   | 72' |     |
| CB             | 19 | ليوناردو بونوتشي     | 39' |     |
| CB             | 3  | جورجيو كيلليني       |     | 46' |
| LB             | 13 | إيمرسون بالميري      |     | 77' |
| DM             | 8  | جورجينيو             |     |     |
| CM             | 12 | ماتيو بيسينا         |     | 62' |
| CM             | 18 | نيكولو باريلا        | 77' |     |
| RF             | 10 | فيديريكو بيرنارديسكي |     | 46' |
| CF             | 9  | أندريا بيلوتي        |     | 46' |
| LF             | 22 | جياكومو راسبادوري    |     |     |
| البدلاء        |    |                      |     |     |
| DF             | 6  | مانويل لاتزاري       |     | 46' |
| FW             | 17 | جيانلوكا سكاماكا     |     | 46' |
| MF             | 5  | مانويل لوكاتيلي      |     | 46' |
| DF             | 4  | ليوناردو سبيناتسولا  |     | 62' |
| DF             | 23 | أليساندرو باستوني    |     | 77' |
| المدرب:        |    |                      |     |     |
| روبرتو مانشيني |    |                      |     |     |

| GK             | 23 | إيميليانو مارتينيز |     |       |
| RB             | 4  | ناهويل مولينا      |     |       |
| CB             | 13 | كريستيان روميرو    |     | 85'   |
| CB             | 19 | نيكولاس أوتامندي   | 22' |       |
| LB             | 3  | نيكولاس تاغليافيكو |     |       |
| DM             | 18 | قايدو رودريغيز     |     |       |
| CM             | 20 | جيوفاني لو سيلسو   |     | 90+1' |
| CM             | 7  | رودريغو دي بول     |     | 76'   |
| RF             | 10 | ليونيل ميسي        |     |       |
| CF             | 22 | لاوتارو مارتينيز   |     | 85'   |
| LF             | 11 | أنخيل دي ماريا     |     | 90+1' |
| البدلاء:       |    |                    |     |       |
| MF             | 14 | إسيكييل بالاسيوس   |     | 76'   |
| DF             | 6  | جيرمان بيزيلا      |     | 85'   |
| FW             | 9  | جوليان ألفاريز     |     | 85'   |
| MF             | 15 | نيكولاس غونزاليس   |     | 90+1' |
| FW             | 21 | باولو ديبالا       |     | 90+1' |
| المدرب:        |    |                    |     |       |
| ليونيل سكالوني |    |                    |     |       |

| GK             | 23 | إيميليانو مارتينيز |     |       |
| RB             | 4  | ناهويل مولينا      |     |       |
| CB             | 13 | كريستيان روميرو    |     | 85'   |
| CB             | 19 | نيكولاس أوتامندي   | 22' |       |
| LB             | 3  | نيكولاس تاغليافيكو |     |       |
| DM             | 18 | قايدو رودريغيز     |     |       |
| CM             | 20 | جيوفاني لو سيلسو   |     | 90+1' |
| CM             | 7  | رودريغو دي بول     |     | 76'   |
| RF             | 10 | ليونيل ميسي        |     |       |
| CF             | 22 | لاوتارو مارتينيز   |     | 85'   |
| LF             | 11 | أنخيل دي ماريا     |     | 90+1' |
| البدلاء:       |    |                    |     |       |
| MF             | 14 | إسيكييل بالاسيوس   |     | 76'   |
| DF             | 6  | جيرمان بيزيلا      |     | 85'   |
| FW             | 9  | جوليان ألفاريز     |     | 85'   |
| MF             | 15 | نيكولاس غونزاليس   |     | 90+1' |
| FW             | 21 | باولو ديبالا       |     | 90+1' |
| المدرب:        |    |                    |     |       |
| ليونيل سكالوني |    |                    |     |       |

| رجل المباراة: ليونيل ميسي (الأرجنتين) الحكام المساعدون: كريستيان شيمان (تشيلي) كلاوديو ريوس (تشيلي) الحكم الرابع: خيسوس خيل مانزانو (إسبانيا) حكم الفيديو المساعد: أليخاندرو هرنانديز هرنانديز (إسبانيا) مساعدو حكم الفيديو المساعد: خوان مارتينيز مونويرا (إسبانيا) تياغو مارتينز (البرتغال) | قوانين المباراة - 90 دقيقة - ركلات الترجيح في حال استمر التعادل - اثنا عشر لاعب بديل - خمس تبديلات كحد أقصى |

### الإحصائيات
| الإحصائية           | ايطاليا | الأرجنتين |
| ------------------- | ------- | --------- |
| الأهداف             | 0       | 3         |
| مجموع التسديدات     | 7       | 17        |
| التسديد على المرمى  | 3       | 9         |
| التصديات            | 6       | 3         |
| الاستحواذ على الكرة | 45%     | 55%       |
| الركلات الركنية     | 3       | 4         |
| الأخطاء             | 13      | 16        |
| حالات التسلسل       | 3       | 0         |
| البطاقات الصفراء    | 3       | 1         |
| البطاقات الحمراء    | 0       | 0         |

## الملاحظات
1. ↑  يُمنح لكل فريق ثلاث فرص لإجراء التبديلات، واستتثنيت من ذلك التبديلات التي تجرى ما بين الشوطين.

1. 1 2 3 4 5 6  أقيمت المباراة خلف أبوابٍ مغلقة بسبب جائحة فيروس كورونا في أمريكا الجنوبية.